# Старий Куюк
Старий Кую́к (рос. Старый Куюк, башк. Иҫке Көйөк) — село у складі Янаульського району Башкортостану, Росія. Входить до складу Істяцької сільської ради.
Населення — 246 осіб (2010; 247 у 2002).
Національний склад:
- башкири — 82 %